# Peleteria chaoi
Peleteria chaoi là một loài ruồi trong họ Tachinidae.